# Liste der Titel und Ehrungen von Elisabeth II.

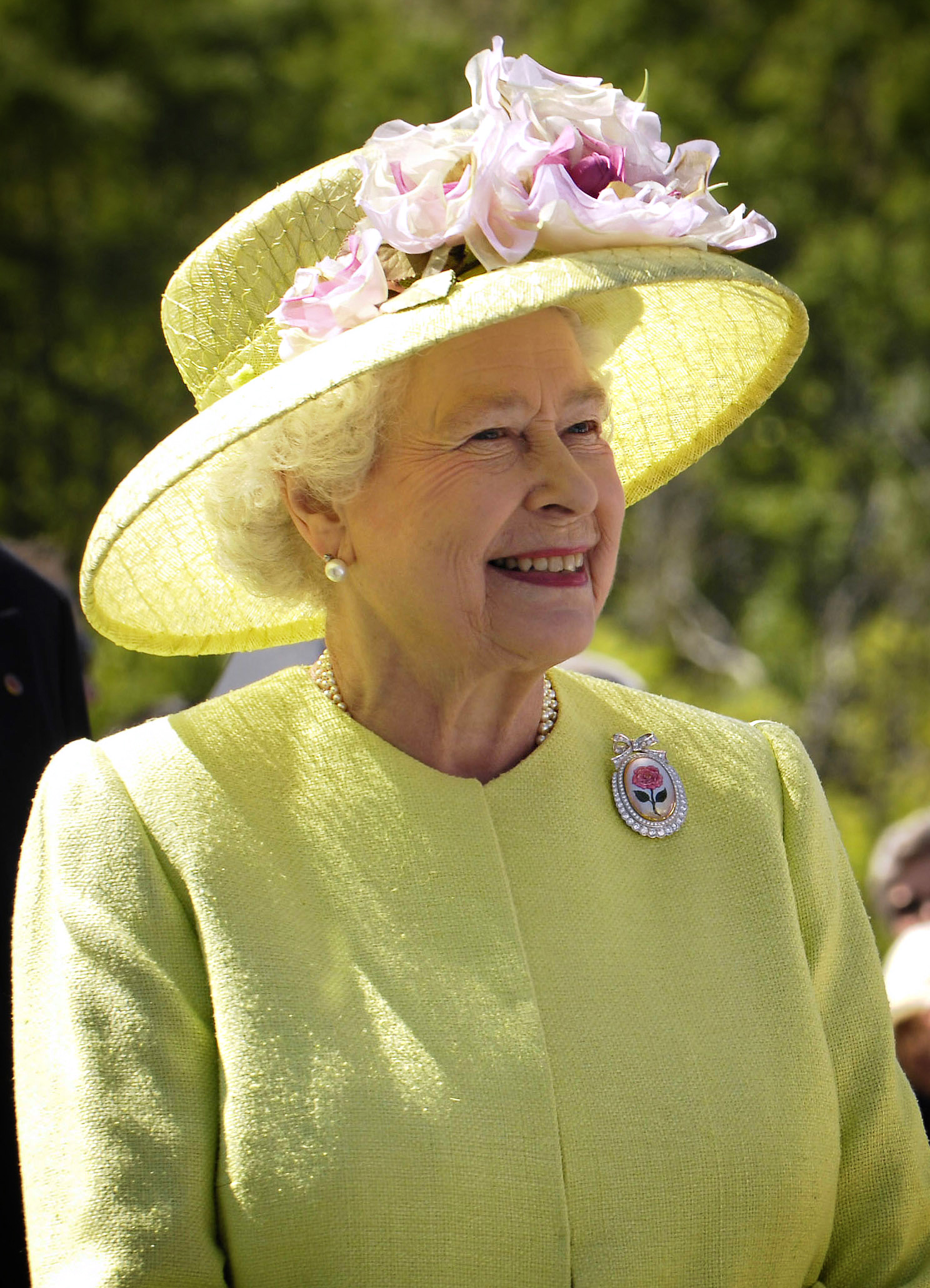
Elisabeth II.

Die Liste der Titel und Ehrungen von Elisabeth II. zeigt die zahlreichen Titel, Auszeichnungen, Orden etc. von Elisabeth II., die sie vor und während ihrer Herrschaft als Königin der Commonwealth Realms erhalten hat.

## Königliche Titel

### Titel, die sie bis zu ihrem Tod trug
- Vereinigtes Königreich (seit 26. März 1953):

Elizabeth the Second, by the Grace of God, of the United Kingdom of Great Britain and Northern Ireland and of her other realms and territories Queen, Head of the Commonwealth, Defender of the Faith 
 (Deutsch: „Elisabeth die Zweite, von Gottes Gnaden Königin des Vereinigten Königreiches Großbritannien und Nordirland und ihrer anderen Königreiche und Territorien, Oberhaupt des Commonwealth, Verteidigerin des Glaubens“)
- Antigua und Barbuda (seit 1982):

Her Majesty Elizabeth the Second, by the Grace of God, Queen of Antigua and Barbuda and of Her other Realms and Territories, Head of the Commonwealth
(Deutsch: Ihre Majestät Elisabeth die Zweite, durch die Gnade Gottes Königin von Antigua und Barbuda und ihrer anderen Reiche und Territorien, Oberhaupt des Commonwealth)
- Australien (seit 1973):

Her Majesty Elizabeth the Second, by the Grace of God, Queen of Australia and Her other Realms and Territories, Head of the Commonwealth
(Deutsch: Ihre Majestät Elisabeth die Zweite, durch die Gnade Gottes Königin von Australien und ihre anderen Reiche und Territorien, Oberhaupt des Commonwealth)
- Bahamas (seit 1973):

Her Majesty Elizabeth the Second, by the Grace of God, Queen of the Commonwealth of The Bahamas and of Her other Realms and Territories, Head of the Commonwealth
- Belize (seit 1991):

Her Majesty Elizabeth The Second, by the Grace of God, Queen of Belize and of Her Other Realms and Territories, Head of the Commonwealth
- Grenada (seit 1974):

Her Majesty Elizabeth the Second, by the Grace of God, Queen of the United Kingdom of Great Britain and Northern Ireland and of Grenada and Her other Realms and Territories, Head of the Commonwealth
- Jamaika (seit 1962):

Her Majesty Elizabeth the Second, by the Grace of God, Queen of Jamaica and of Her other Realms and Territories, Head of the Commonwealth
- Kanada (seit 29. Mai 1953):

englisch: Her Majesty Elizabeth the Second, by the Grace of God of the United Kingdom, Canada and Her other Realms and Territories Queen, Head of the Commonwealth, Defender of the Faith
französisch: Sa Majesté Elizabeth Deux, par la grâce de Dieu Reine du Royaume-Uni, du Canada et de ses autres royaumes et territoires, Chef du Commonwealth, Défenseur de la Foi
- Neuseeland (seit 1974):

Her Majesty Elizabeth the Second, by the Grace of God Queen of New Zealand and Her Other Realms and Territories, Head of the Commonwealth, Defender of the Faith
- Papua-Neuguinea (seit 1975):

Her Majesty Elizabeth the Second, Queen of Papua New Guinea and of Her other Realms and Territories, Head of the Commonwealth
- St. Kitts und Nevis (seit 1983):

Her Majesty Elizabeth the Second, by the Grace of God, Queen of Saint Christopher and Nevis and of Her other Realms and Territories, Head of the Commonwealth
- St. Lucia (seit 1979):

Her Majesty Elizabeth the Second, by the Grace of God, Queen of Saint Lucia and of Her other Realms and Territories, Head of the Commonwealth
- St. Vincent und die Grenadinen (seit 1979):

Her Majesty Elizabeth the Second, by the Grace of God, Queen of Saint Vincent and the Grenadines and of Her other Realms and Territories, Head of the Commonwealth
- Salomonen (seit 1978):

Her Majesty Elizabeth the Second, by the Grace of God, Queen of Solomon Islands and of Her other Realms and Territories, Head of the Commonwealth
- Tuvalu (seit 1978):

Her Majesty Elizabeth the Second, by the Grace of God, Queen of Tuvalu and of Her other Realms and Territories, Head of the Commonwealth

### Erloschene Titel
- Vereinigtes Königreich (6. Februar 1952 bis 26. März 1953):

Elizabeth the Second, by the Grace of God, of Great Britain, Ireland and the British Dominions beyond the Seas Queen, Defender of the Faith 
 (deutsch: „Elisabeth die Zweite, von Gottes Gnaden Königin von Großbritannien, Irland und der britischen Dominions jenseits der Meere, Verteidigerin des Glaubens“)
- Australien (6. Februar 1952 bis 3. April 1953):

Her Majesty Elizabeth the Second, by the Grace of God, of Great Britain, Ireland and the British Dominions beyond the Seas Queen, Defender of the Faith
(1953 bis 1973):
Her Majesty Elizabeth the Second, by the Grace of God of the United Kingdom, Australia and Her other Realms and Territories Queen, Head of the Commonwealth, Defender of the Faith
- Barbados (1966 bis 2021):

Her Majesty Elizabeth the Second, by the Grace of God, Queen of Barbados and of Her other Realms and Territories, Head of the Commonwealth
- Ceylon (1953 bis 1972):

Her Majesty Elizabeth the Second, Queen of Ceylon and of Her other Realms and Territories, Head of the Commonwealth
- Fidschi (1970 bis 1987):

Her Majesty Elizabeth the Second, by the Grace of God, Queen of Fiji and of Her other Realms and Territories, Head of the Commonwealth
- Gambia (1965 bis 1970):

Her Majesty Elizabeth the Second, Queen of The Gambia and of Her other Realms and Territories, Head of the Commonwealth
- Ghana (1957 bis 1960):

Her Majesty Elizabeth the Second, Queen of Ghana and of Her other Realms and Territories, Head of the Commonwealth
- Guyana (1966 bis 1970):

Her Majesty Elizabeth the Second, by the Grace of God, Queen of Guyana and of Her other Realms and Territories, Head of the Commonwealth
- Kanada (6. Februar 1952 bis 29. Mai 1953):

Her Majesty Elizabeth the Second, by the Grace of God, of Great Britain, Ireland and the British Dominions beyond the Seas Queen, Defender of the Faith
- Kenia (1963 bis 1964):

Her Majesty Elizabeth the Second, Queen of Kenya and of Her other Realms and Territories, Head of the Commonwealth
- Malawi (1964 bis 1966):

Her Majesty Elizabeth the Second, by the Grace of God, Queen of Malawi and of Her other Realms and Territories, Head of the Commonwealth
- Malta (1964 bis 1974):

Her Majesty Elizabeth the Second, by the Grace of God, Queen of Malta and of Her other Realms and Territories, Head of the Commonwealth
- Mauritius (1968 bis 1992):

Her Majesty Elizabeth the Second, Queen of Mauritius and of Her other Realms and Territories, Head of the Commonwealth
- Neuseeland (1952 bis 1953):

Her Majesty Elizabeth the Second, by the Grace of God, of Great Britain, Ireland and the British Dominions beyond the Seas Queen, Defender of the Faith
(1953 bis 1974):
Her Majesty Elizabeth the Second, by the Grace of God, of the United Kingdom, New Zealand and Her Other Realms and Territories Queen, Head of the Commonwealth, Defender of the Faith
- Nigeria (1960 bis 1963):

Her Majesty Elizabeth the Second, Queen of Nigeria and of Her other Realms and Territories, Head of the Commonwealth
- Pakistan (1953 bis 1956):

Elizabeth the Second, by the Grace of God, of the United Kingdom of Great Britain and Northern Ireland and of Her other Realms and Territories Queen, Head of the Commonwealth, Defender of the Faith
- Sierra Leone (1961 bis 1971):

Her Majesty Elizabeth the Second, Queen of Sierra Leone and of Her other Realms and Territories, Head of the Commonwealth
- Südafrikanische Union (1952 bis 1961):

Her Majesty Elizabeth the Second, Queen of South Africa and Her other Realms and Territories, Head of the Commonwealth
- Tanganjika (1961 bis 1962):

Her Majesty Elizabeth the Second, Queen of Tanganyika and of Her other Realms and Territories, Head of the Commonwealth
- Trinidad und Tobago (1962 bis 1976):

Her Majesty Elizabeth the Second, by the Grace of God, Queen of Trinidad and Tobago and of Her other Realms and Territories, Head of the Commonwealth
- Uganda (1962 bis 1963):

Her Majesty Elizabeth the Second, by the Grace of God, Queen of Uganda and of Her other Realms and Territories, Head of the Commonwealth

### Weitere Titel
- Guernsey (seit 1952): Duke of Normandy
- Isle of Man (seit 1952): Lord of Mann
- Jersey (seit 1952): Duke of Normandy

## Militärische Ränge
Kanada:
- 6. Februar 1952 bis 1. Februar 1968: Oberbefehlshaberin der Royal Canadian Navy
- 6. Februar 1952 bis 1. Februar 1968: Oberbefehlshaberin der Canadian Army
- 6. Februar 1952 bis 1. Februar 1968: Oberbefehlshaberin der Royal Canadian Air Force
- seit 1. Februar 1968: Oberbefehlshaberin der Kanadischen Streitkräfte

 Neuseeland:
- seit 1990: Oberbefehlshaberin der New Zealand Defence Force (vertreten durch den Generalgouverneur)

 Vereinigtes Königreich:
- Februar bis 27. Juli 1945: Second Subaltern, Auxiliary Territorial Service
- 27. Juli 1945 bis 1. Februar 1949: Junior Commander, Auxiliary Territorial Service
- 1. Februar 1949 bis März 1950: Junior Commander, Women’s Royal Army Corps
- März 1950 bis 6. Februar 1952: Captain, Women’s Royal Army Corps
- seit 6. Februar 1952: Oberbefehlshaberin der Streitkräfte des Vereinigten Königreichs
- 1964 bis 10. Juni 2011: Lord High Admiral der Royal Navy

## Militärische Ehrenränge
Australien:
- s1953 bis 2022: Captain-General des Royal Regiment of Australian Artillery
- 1953 bis 2022: Colonel-in-Chief der Royal Australian Engineers
- 1953 bis 2022: Colonel-in-Chief des Royal Australian Infantry Corps
- 1953 bis 2022: Colonel-in-Chief des Royal Australian Army Ordnance Corps
- 1953 bis 2022: Colonel-in-Chief des Royal Australian Army Nursing Corps
- 1953 bis 2022: Air-Commodore-in-Chief der Australian Citizen Air Force

 Fidschi: 
- 1970 bis 1987: Colonel-in-Chief der Royal Fiji Military Forces

 Ghana:
- 1959 bis 1960: Colonel-in-Chief des Ghana Regiment of Infantry

 Kanada:
- 1947 bis 2022: Colonel-in-Chief des Régiment de la Chaudière
- 1947 bis 2022: Colonel-in-Chief der 48th Highlanders of Canada
- 1950 bis 2022: Colonel-in-Chief der Argyll and Sutherland Highlanders of Canada (Princess Louise’s)
- 1950 bis 2022: Captain-General des Royal Regiment of Canadian Artillery
- 1953 bis 2022: Colonel-in-Chief der Governor General’s Horse Guards
- 1953 bis 2022: Colonel-in-Chief des King’s Own Calgary Regiment
- 1953 bis 1967: Colonel-in-Chief des Corps of Royal Canadian Engineers
- 1953 bis 2022: Colonel-in-Chief des Royal 22nd Regiment
- 1953 bis 2022: Colonel-in-Chief der Governor General’s Foot Guards
- 1953 bis 2022: Colonel-in-Chief der Canadian Grenadier Guards
- 1953 bis 1956: Colonel-in-Chief des Carleton and York Regiment
- 1953 bis 2022: Colonel-in-Chief der Canadian Guards
- 1956 bis 2022: Colonel-in-Chief des Royal New Brunswick Regiment
- 1958 bis 1968: Colonel-in-Chief des Royal Canadian Ordnance Corps
- 1977 bis 2022: Colonel-in-Chief der Canadian Military Engineers
- 1981 bis 2022: Colonel-in-Chief der Calgary Highlanders
- 1953 bis 1968: Air Commodore-in-Chief der Air Reserve Canada
- 1953 bis 2012: Honorary Commissioner der Royal Canadian Mounted Police
- 2012 bis 2022: Commissioner-in-Chief der Royal Canadian Mounted Police

 Neuseeland:
- 1953 bis 2022: Captain-General des Royal Regiment of New Zealand Artillery
- 1953 bis 2022: Captain-General des Royal New Zealand Armoured Corps
- 1953 bis 2022: Colonel-in-Chief des Corps of Royal New Zealand Engineers
- 1953 bis 1964: Colonel-in-Chief des Countess of Ranfurly’s Own Auckland Regiment
- 1953 bis 1964: Colonel-in-Chief des Wellington Regiment
- 1964 bis 2022: Colonel-in-Chief des Royal New Zealand Infantry Regiment
- 1977 bis 1996: Colonel-in-Chief Royal des New Zealand Army Ordnance Corps
- 1953 bis 2022: Air-Commodore-in-Chief  der Territorial Air Force of New Zealand

 Südafrikanische Union:
- 1947 bis 1961: Colonel-in-Chief der Royal Durban Light Infantry
- 1947 bis 1961: Colonel-in-Chief der South African Railways and Harbours Brigade
- 1952 bis 1961: Colonel-in-Chief der Imperial Light Horse
- 1953 bis 1961: Colonel-in-Chief der Royal Natal Carbineers
- 1953 bis 1961: Colonel-in-Chief der Kaffrarian Rifles

 Vereinigtes Königreich:
- 1942 bis 1952: Colonel der Grenadier Guards
- 1947 bis 2006: Colonel-in-Chief der Argyll and Sutherland Highlanders
- 1947 bis 1994: Colonel-in-Chief der 16th/5th The Queen’s Royal Lancers
- 1949 bis 2022: Honorary Brigadier des Women’s Royal Army Corps
- 1952 bis 2022: Colonel-in-Chief der Life Guards
- 1952 bis 1969: Colonel-in-Chief der Royal Horse Guards
- 1952 bis 2022: Colonel-in-Chief der Grenadier Guards
- 1952 bis 2022: Colonel-in-Chief der Coldstream Guards
- 1952 bis 2022: Colonel-in-Chief der Scots Guards
- 1952 bis 2022: Colonel-in-Chief der Irish Guards
- 1952 bis 2022: Colonel-in-Chief der Welsh Guards
- 1952 bis 2022: Captain-General des Royal Regiment of Artillery
- 1952 bis 2022: Colonel-in-Chief des Corps of Royal Engineers
- 1952 bis 2022: Captain-General der Honourable Artillery Company
- 1953 bis 1971: Colonel-in-Chief der Royal Scots Greys
- 1953 bis 2022: Colonel-in-Chief des Royal Tank Regiment
- 1953 bis 2006: Colonel-in-Chief der Royal Welch Fusiliers
- 1953 bis 1970: Colonel-in-Chief des Loyal Regiment
- 1953 bis 1966: Colonel-in-Chief des King’s Royal Rifle Corps
- 1953 bis 1956: Colonel-in-Chief des Royal Army Ordnance Corps
- 1953 bis 1956: Honorary Colonel der Queen’s Own Worcestershire Hussars
- 1953 bis 2022: Captain-General der Combined Cadet Force
- 1953 bis 1959: Colonel-in-Chief der Royal West African Frontier Force
- 1953 bis 1964: Colonel-in-Chief der King’s African Rifles
- 1953 bis 1964: Colonel-in-Chief des Northern Rhodesia Regiment
- 1953 bis 1974: Colonel-in-Chief der Royal Malta Artillery
- 1953 bis 1972: Colonel-in-Chief des King’s Own Malta Regiment
- 1953 bis 1970: Colonel-in-Chief des Royal Rhodesia Regiment
- 1953 bis 1992: Colonel-in-Chief des Duke of Lancaster’s Own Yeomanry
- 1956 bis 1963: Colonel-in-Chief des Queen’s Own Nigeria Regiment
- seit 1956: Honorary Colonel der Queen’s Own Warwickshire and Worcestershire Yeomanry
- 1959 bis 1963: Colonel-in-Chief der Royal Nigerian Military Forces
- 1959 bis 1971: Colonel-in-Chief der Royal Sierra Leone Military Forces
- 1964 bis 2022: Colonel-in-Chief der Malawi Rifles
- 1966 bis 2007: Colonel-in-Chief der Royal Green Jackets
- 1969 bis 2022: Colonel-in-Chief der Blues and Royals
- 1970 bis 2006: Colonel-in-Chief des Queen’s Lancashire Regiment
- 1971 bis 2022: Colonel-in-Chief der Royal Scots Dragoon Guards
- 1971 bis 1999: Colonel-in-Chief der Queen’s Own Yeomanry
- 1973 bis 1992: Colonel-in-Chief der Queen’s Own Mercian Yeomanry
- 1977 bis 2022: Colonel-in-Chief des Corps of Royal Military Police
- 1992 bis 2022: Patron des Royal Army Chaplains’ Department
- 1992 bis 2022: Colonel-in-Chief des Adjutant General’s Corps
- 1993 bis 2022: Affiliated Colonel-in-Chief der Queen’s Gurkha Engineers
- 1993 bis 2015: Colonel-in-Chief der Queen’s Royal Lancers
- 1994 bis 2022: Colonel-in-Chief der Royal Mercian and Lancastrian Yeomanry
- 2006 bis 2022: Colonel-in-Chief der Royal Welsh
- 2006 bis 2022: Colonel-in-Chief des Royal Regiment of Scotland
- 2006 bis 2022: Colonel-in-Chief des Duke of Lancaster’s Regiment
- 2006 bis 2022: Royal Colonel der Argyll and Sutherland Highlanders
- 2015 bis 2022: Colonel-in-Chief der Royal Lancers
- 1953 bis 2022: Air-Commodore-in-Chief der Royal Auxiliary Air Force
- 1953 bis 2022: Air-Commodore-in-Chief des Royal Air Force Regiment
- 1953 bis 2022: Air-Commodore-in-Chief des Royal Observer Corps
- 1953 bis 2022: Commandant-in-Chief des Royal Air Force College Cranwell
- 1977 bis 2022: Royal Honorary Air Commodore der RAF Marham
- 2000 bis 2022: Royal Honorary Air Commodore der 603 Squadron RAF

## Ehrungen der Commonwealth Realms

### Orden
Commonwealth Realms:
- Order of Saint John: Dame Grand Cross (DGStJ, 1947), Sovereign (1952, Ordensoberhaupt)
- Royal Victorian Order: Sovereign (1952)
- Order of Merit: Sovereign (1952)
- Order of the Companions of Honour: Sovereign (1952)

 Vereinigtes Königreich:
- Privy Council (PC, 1951 bis 1952)
- Royal Family Order von Georg V.: First Class Member (1935), Sovereign (1952)
- Royal Family Order von Georg VI.: 1937 First Class Member, Sovereign (1952)
- Hosenbandorden: 1947 Royal Lady (LG), Sovereign (1952)
- Order of the Crown of India: 1947 Member (CI), Sovereign (1952)
- Order of the Thistle: Sovereign (1952)
- Order of Saint Patrick: Sovereign (1952)
- Order of the Bath: Sovereign (1952)
- Order of St. Michael and St. George: Sovereign (1952)
- Order of the British Empire: Sovereign (1952)
- Distinguished Service Order: Sovereign (1952)
- Imperial Service Order: Sovereign (1952)
- Order of the Star of India: Sovereign (1952)
- Order of the Indian Empire: Sovereign (1952)
- Order of British India: Sovereign (1952)
- Indian Order of Merit: Sovereign (1952)
- Order of Burma: Sovereign (1952)
- Royal Order of Victoria and Albert: Sovereign (1952)
- Royal Family Order von Eduard VII: Sovereign (1952)
- Royal Family Order von Elisabeth II: Sovereign (1953)

 Antigua und Barbuda:
- Order of the National Hero: Sovereign (1998)
- Order of the Nation: Sovereign (1998)
- Order of Merit: Sovereign (1998)
- Order of Princely Heritage: Sovereign (1998)

 Australien:
- Order of Australia: Sovereign (1975)

 Barbados:
- Order of Barbados: Sovereign (1980)

 Belize:
- Order of the National Hero: Sovereign (1991)
- Order of Belize: Sovereign (1991)
- Order of Distinction: Sovereign (1991)

 Kanada:
- Manitoba Order of the Buffalo Hunt: Chief Hunter (1957)[5]
- Order of Canada: Sovereign (1967)
- Order of Military Merit: Sovereign (1972)
- Order of Merit of the Police Forces: Sovereign (2000)

 Neuseeland:
- Queen’s Service Order: Sovereign (1975)
- Order of New Zealand: Sovereign (1987)
- New Zealand Order of Merit: Sovereign (1996)

 Papua-Neuguinea:
- Order of Logohu: 2005 Sovereign
- Order of the Star of Melanesia: Sovereign (2005)

 St. Lucia:
- Order of Saint Lucia: Sovereign (1980)

 St. Kitts und Nevis:
- Order of the National Hero: Grand Master (1997)

 Salomonen:
- Order of the Solomon Islands: Member First Class (1982)
- Order of the Star: Sovereign (1982)

### Ehrenzeichen und Medaillen
Vereinigtes Königreich:
- King George V Silver Jubilee Medal (1935)
- King George VI Coronation Medal (1937)
- Defence Medal (1945)
- War Medal 1939–1945 (1945)

 Kanada:
- Canadian Forces Decoration (1951)

## Ehrungen der übrigen Commonwealth-Staaten

### Ernennungen
- Botswana: Presidential Order (1979, Member)
- Brunei: Most Esteemed Royal Family Order (Member First Class, 1972)
- Gambia: Order of the Republic of The Gambia (Grand Commander, 1974)
- Ghana: Order of the Star of Ghana (Companion, 2007)
- Kenia: Golden Hear of Kenya (1972)
- Malaysia: Darjah Utama Seri Mahkota Negara (1972)
- Malawi: Order of the Lion (Member, 1979)
- Malediven: Nishan Ghaazeege 'Izzaitheri Veriyaa (Member, 1972)
- Malta: National Order of Merit (1992 Honorary Companion), Ix-Xirka Ġieħ ir-Repubblika (Ehrenmitglied, 2005)
- Nigeria: Order of the Niger (1969 Grand Commander), Order of the Federal Republic (Grand Commander, 1989)
- Pakistan: Nishan-e-Pakistan (1960)
- Singapur: Darjah Utama Temasek (1972)
- Südafrika: Order of Good Hope (Großkreuz in Gold, 1995)

### Ehrenzeichen und Medaillen
- Brunei: Sultan of Brunei Silver Jubilee Medal (1992)
- Dominica: Dominica Award of Honour (1985)
- Trinidad und Tobago: Trinity Cross in Gold (1985)

## Verleihungen, Ehrungen, Auszeichnungen und Ernennungen weiterer Staaten
- Abu Dhabi: Orden von Al-Nahayyan (Mitglied Erster Klasse, 1969)
- Afghanistan: Nishan-i-Lmar-i-Ala (1971)
- Ägypten: Nishan al-Kamal (1947), Nil-Orden (1975)
- Argentinien: Orden des Befreiers San Martin (Collane, 1960)
- Äthiopien: Orden vom Siegel Salomons (1954)
- Bahrain: Orden von al-Khalifa (1979)
- Belgien: Leopoldsorden (Großkreuz, 1963)
- Brasilien: Orden vom Kreuz des Südens (Großkreuz mit Ordenskette, 1968)
- Chile: Orden del Mérito (Großkreuz mit Ordenskette, 1965)
- Dänemark: Elefanten-Orden (1947, Ritter)
- Deutschland: Bundesverdienstkreuz (Sonderstufe des Großkreuzes, 1958)
- Elfenbeinküste: Nationaler Orden der Elfenbeinküste (Großkreuz, 1961)
- Estland: Orden des Marienland-Kreuzes (Collane, 2006)
- Finnland: Finnischer Orden der Weißen Rose (Großkreuz mit Ordenskette, 1961)
- Frankreich: Ehrenlegion (1947, Großkreuz)
- Gabun: Orden des Äquatorsterns (Großkreuz, 1969)
- Griechenland: Erlöser-Orden (Großkreuz, 1961)
- Indonesien: Stern von Indonesien, erste Klasse (1974)
- Königreich Irak: Großorden der Haschemiten (1956)
- Island: Falkenorden (Großkreuz mit Ordenskette, 1961)
- Italien: Verdienstorden der Italienischen Republik (Großkreuz mit Großer Ordenskette, 1958)
- Japan: Chrysanthemenorden (Großkreuz mit Ordenskette, 1962), Goldene Verdienstmedaille des Japanischen Roten Kreuzes (1975)
- Jordanien: Orden von Hussein ibn Ali (1953)
- Jugoslawien: Orden vom jugoslawischen Groß-Stern (1972)
- Kamerun: Kamerunischer Verdienstorden (Großkreuz, 1963)
- Kasachstan: Orden des Goldenen Adlers (2000)
- Kolumbien: Orden des Kreuzes von Boyaca (Großkreuz, 1993)
- Kroatien: König-Tomislav-Orden (Großstern, 2001)
- Kuwait: Orden von Mubarak dem Großen (1979), Orden von Kuwait (Mitglied der Spezialklasse, 1995)
- Lettland: Drei-Sterne-Orden (Großkreuz mit Collane, 1996)
- Liberia: Order of the Pioneers of Liberia (1961, 1979 mit Ordensband); Order of the Star of Africa (1962)
- Libyen: Orden von Idris I. (1954)
- Litauen: Orden Vytautas des Großen (Großkreuz mit goldener Kette, 2006)
- Luxemburg: Orden des Goldenen Löwen des Hauses Nassau (Ritter, 1972)
- Mexiko: Orden vom Aztekischen Adler (Collane, 1973)
- Mali: Nationaler Orden von Mali (Großkreuz, 1961)
- Marokko: Orden der Mohammediya (1980)
- Nepal: Ojaswi Rajanyako Manapadvi (1949)
- Nepal: Mahendra-Kette (1961)
- Niederlande: Orden vom Niederländischen Löwen (Großkreuz, 1950)
- Norwegen: Sankt-Olav-Orden (1955, Großkreuz)
- Oman: Orden von Oman (1979), Orden von Al-Said (1980)
- Österreich: Ehrenzeichen für Verdienste um die Republik Österreich (Groß-Stern, 1966)
- Panama: Orden von Manuel Amador Guerrero (1953)
- Peru: Orden El Sol del Perú (Großkreuz mit Diamanten, 1960), Peruanischer Verdienstorden (Großkreuz, 1998)
- Polen: Verdienstorden der Republik Polen (Großkreuz, 1991), Orden des Weißen Adlers (1995)
- Portugal: Drei Orden von Christus, Aviz and Santiago (1955), Orden des heiligen Jakob vom Schwert (Großkreuz, 1978), Turm- und Schwertorden (Großkreuz, 1993)
- Katar: Band der Unabhängigkeit (1979)
- Rumänien: Stern der Sozialistischen Republik Rumänien (Mitglied Erster Klasse, 1978)[6], Stern von Rumänien (Collane, 2000)
- Saudi-Arabien: Orden von Abdulaziz Al Saud (1979)
- Saudi-Arabien: Badr-Kette (1979)
- Schweden: Königlicher Seraphinenorden (1953)
- Senegal: Nationaler Orden von Senegal (Großkreuz, 1961)
- Slowakei: Orden des Weißen Doppelkreuzes (Mitglied Erster Klasse, 2008)
- Slowenien: Ehrenzeichen der Freiheit der Republik Slowenien (2001), Orden für außergewöhnliche Leistungen um die Republik Slowenien (2008)
- Spanien: Orden Karls III. (Collane, 1986), Orden vom Goldenen Vlies (Ritter, 1988)
- Sudan: Ehrenkette (1964)
- Thailand: Chakri-Orden (1960)
- Tschechien: Orden des Weißen Löwen (Collane, 1996)
- Tunesien: Orden der Unabhängigkeit (1961), Orden der Republik (1980)
- Türkei: Staatsorden der türkischen Republik (Mitglied Erster Klasse, 2008)
- Ungarn: Ungarischer Verdienstorden (Großkreuz, 1991)
- Vereinigte Arabische Emirate: Band der Föderation (1989)
- Vereinigte Arabische Emirate: Zayed-Orden (2010)
- Zaire: Orden des Leopards (Ordenskette, 1973)

## Sonstige Titel und Ehrungen
Elisabeth II. zu Ehren benannte Objekte wie beispielsweise die Queen Elizabeth II Bridge sind nicht hier aufgeführt, sondern nur in der entsprechenden Kategorie.

### Dynastischer Ritterorden
2017: Collane des Ordens des Adlers von Georgien

### Freedom of the City
- 1947: Royal Borough of Windsor and Maidenhead
- 1948: Royal Burgh of Stirling
- 1948: London
- 1948: Cardiff
- 1949: Edinburgh
- 1949: Belfast
- 1976: Philadelphia
- 1983: Long Beach (Kalifornien)

### Mitgliedschaften
- 1947 bis 1952: Fellow der Royal Society (FRS)
- seit 1947: Freeman der Worshipful Company of Drapers
- seit 1947: Ehrenmitglied und Patronin der Institution of Civil Engineers
- seit 1951: Ehren-Fellow des Royal College of Surgeons of England (FRCS)
- seit 1951: Ehren-Fellow des Royal College of Obstetricians and Gynaecologists (FRCOG)

### Akademische Titel
Seit der Thronbesteigung hat die Königin keine Ehrendoktorwürden mehr akzeptiert, da sie formaljuristisch gesehen unter die Rechtshoheit des Kanzlers jener Universität gefallen wäre, die den Titel verliehen hätte – eine Position, die für eine regierende Monarchin als unpassend befunden wird.
- 1946: University of London: Bachelor of Music (BMus) honoris causa
- 1948: University of Oxford: Doctor of Civil Law (DCL) honoris causa
- 1949: University of Wales: Doctor of Music (DMus) honoris causa
- 1951: University of Edinburgh: Doctor of Laws (LLD) honoris causa
- 1951: University of London: Doctor of Laws (LLD) honoris causa

### Beruflich
- 2013: British Academy Film Award, Ehrenpreis für die „lebenslange Unterstützung der britischen Film- und Fernsehindustrie“[7]